# Buttern Hill

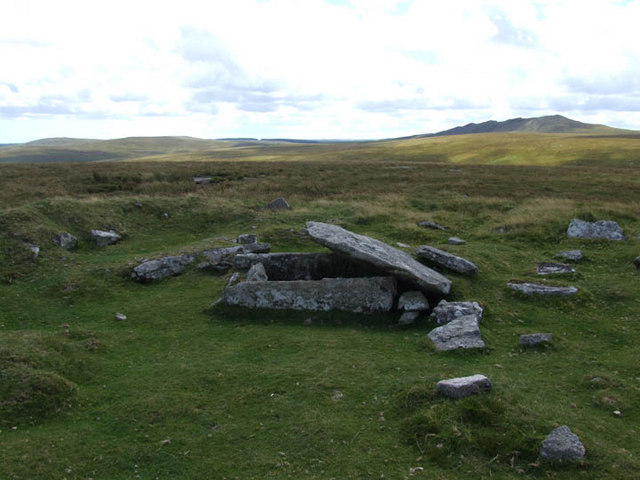
Steinkiste am Buttern Hill

Der Fundplatz Buttern Hill in Camelford, bei St Clether im Norden des Bodmin Moores in Cornwall in England besteht aus einigen weniger interessanten runden Hüttenfundamenten und einem Cairn. Die Steinreihe und eine Steinkiste sind besser erhalten. Der Name Buttern leitet sich von dem mittelalterlichen Wort Buter ab und bedeutet „gute Weide“.

## Die Steinreihe
An der  Westflanke des Hügels verläuft von Nordosten nach Südosten die etwa 80 m lange Steinreihe (engl. stone row), nahe der Quelle des River Fowey. Die 23 Steine sind im Durchschnitt weniger als einen halben Meter hoch und stehen in etwa 3,5 m Abstand voneinander.

## Die Steinkiste
In der Nähe des Gipfels liegt umgeben von größeren Steinen, die keine Ordnung erkennen lassen, eine komplette halb eingetiefte Steinkiste. Die Längsseitensteine werden von den zwischengesetzten Kurzseitensteinen gestützt. Der Deckstein liegt schräg auf. Die Reste eines Hügels sind erkennbar.